# Susan Lozier

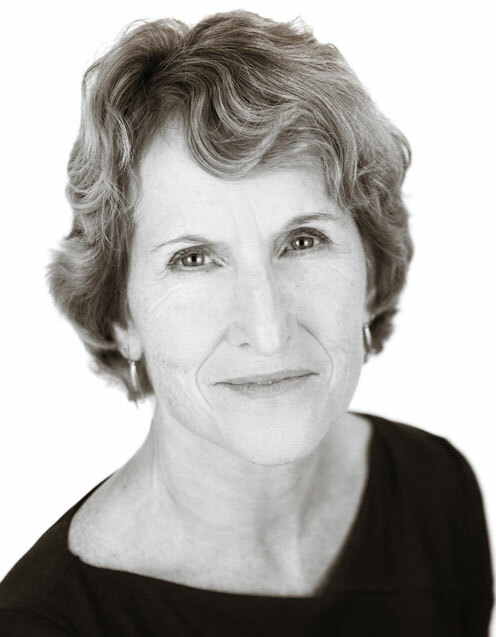
Susan Lozier (2018)

Susan Lozier (* vor 1965) ist eine US-amerikanische Ozeanographin und Dekanin des College of Sciences am Georgia Institute of Technology in Atlanta. Ihre Forschung beschäftigt sich mit der globalen Zirkulation der Ozeane und deren Rolle beim Klimawandel.

## Ausbildung
Susan Lozier studierte zunächst an der Purdue University in West Lafayette (Indiana) und schloss dort 1979 als Bachelor of Science ab. 1984 erwarb sie den Master of Science an der University of Washington in Seattle, wo sie 1989 auch promovierte.

## Karriere
Lozier arbeitete mit einem Postdoc-Stipendium an der Woods Hole Oceanographic Institution und wechselte 1992 an die Nicholas School of the Environment der Duke University in Durham (North Carolina), wo sie später  die Ronie-Richelle-Garcia-Johnson-Professor für Erd- und Ozeanwissenschaften bekleidete. Sie initiierte dort das Programm MPOWIR (Mentoring Physical Oceanography Women to Increase Retention) für Wissenschaftlerinnen.
Aktuell ist sie Dekanin des College of Sciences am Georgia Institute of Technology in Atlanta und hat den Lehrstuhl für Earth and Atmospheric Sciences inne.
Sie ist leitende Forscherin des Overturning in the Subpolar North Atlantic Program (OSNAP) und koordiniert dessen nationale und internationale Projekte.
2021 übernahm Lozier für zwei Jahre die Präsidentschaft der American Geophysical Union.

## Ausgewählte Veröffentlichungen
- M. Susan Lozier: Overturning in the North Atlantic. In: Annual Review of Marine Science. 4. Jahrgang, Nr. 1, 15. Januar 2012, S. 291–315, doi:10.1146/annurev-marine-120710-100740, PMID 22457977, bibcode:2012ARMS....4..291L.
- M. S. Lozier: Deconstructing the Conveyor Belt. In: Science. 328. Jahrgang, Nr. 5985, 18. Juni 2010, S. 1507–1511, doi:10.1126/science.1189250, PMID 20558705, bibcode:2010Sci...328.1507L.
- Susan Lozier: Overturning assumptions. In: Nature Geoscience. 2. Jahrgang, Nr. 1, Januar 2009, S. 12–13, doi:10.1038/ngeo402.

## Auszeichnungen
- 2001 Rachel Carson Award Lecture der American Geophysical Union[10]
- 2015 Hauptrednerin beim 16th Annual Roger Revelle Annual Commemorative Lecture der National Academies in Washington, D.C., Titel: Overturning Assumptions: Past, Present, and Future Concerns about the Ocean's Circulation.[11]
- 2016 Ambassador Award der American Geophysical Union[12]
- 2017 Joanne Simpson Mentorship Award der American Meteorological Society[13][14]
- 2020 Aufnahme in die American Academy of Arts and Sciences[15]